# Bromofluorocarburi

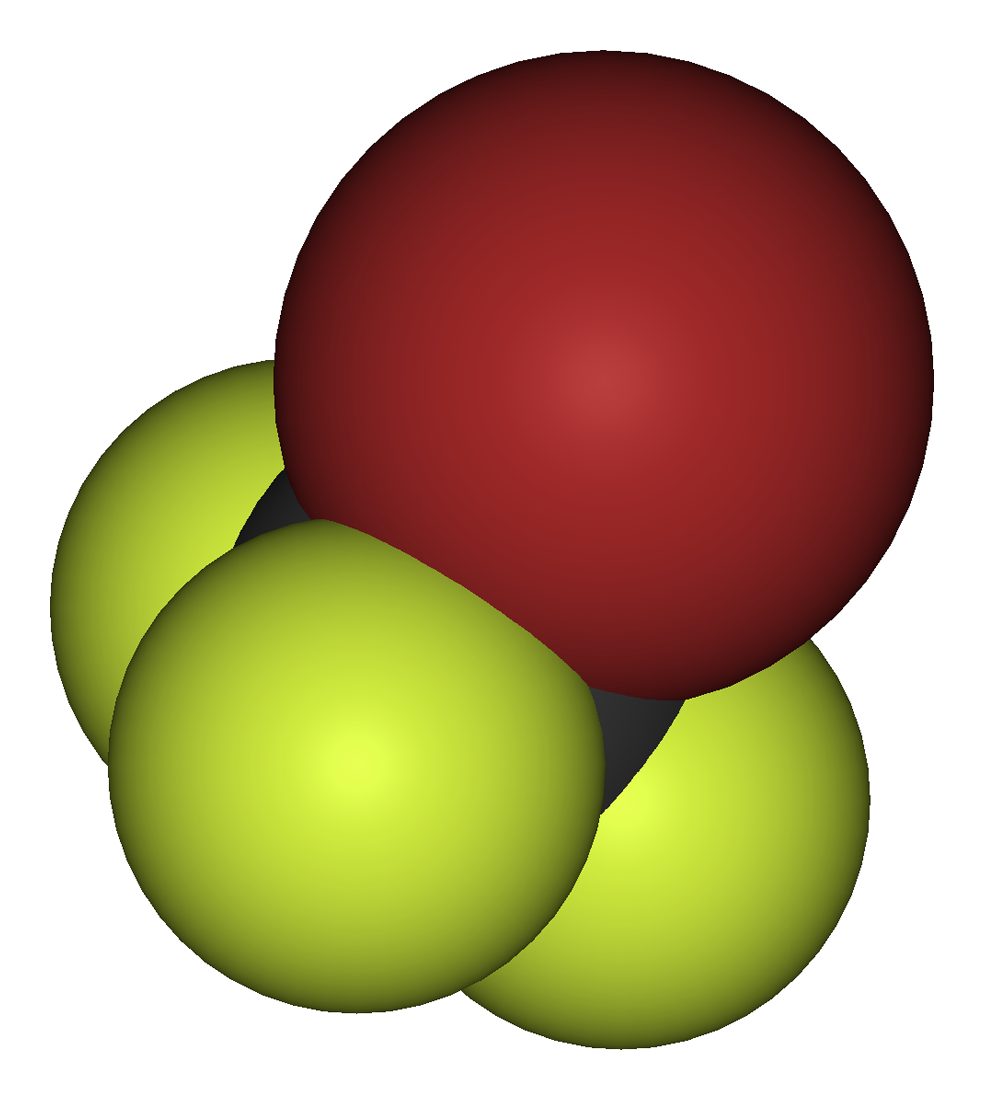
Bromotrifluorometano

I Bromofluorocarburi (BFC) sono molecole a base di carbonio, bromo e fluoro. L'uso più comune è stato nei sistemi anti-incendio.
I BFC attaccano lo strato di ozono in maniera ancora più aggressivo dei clorofluorocarburi (CFC), e sono potenti gas serra, sebbene a causa della vita atmosferica più breve non sono dannosi quanto i perfluorocarburi o i clorofluorocarburi equivalenti. Tuttavia, i BFC sono ancora utilizzati su alcune navi e aerei, dato che le alternative non sono altrettanto efficaci. Poiché la produzione di BFC è stata vietata dal protocollo di Montreal le scorte dipendono dai vecchi inventari e dal riciclaggio.
I BFC sono estremamente inerti. In un incendio, oltre a escludere fisicamente l'ossigeno, le molecole liberano i radicali di bromo che interferiscono con le reazioni di combustione. I BFC tendono ad avere punti di fusione e di ebollizione più elevati rispetto a molecole comparabili. 

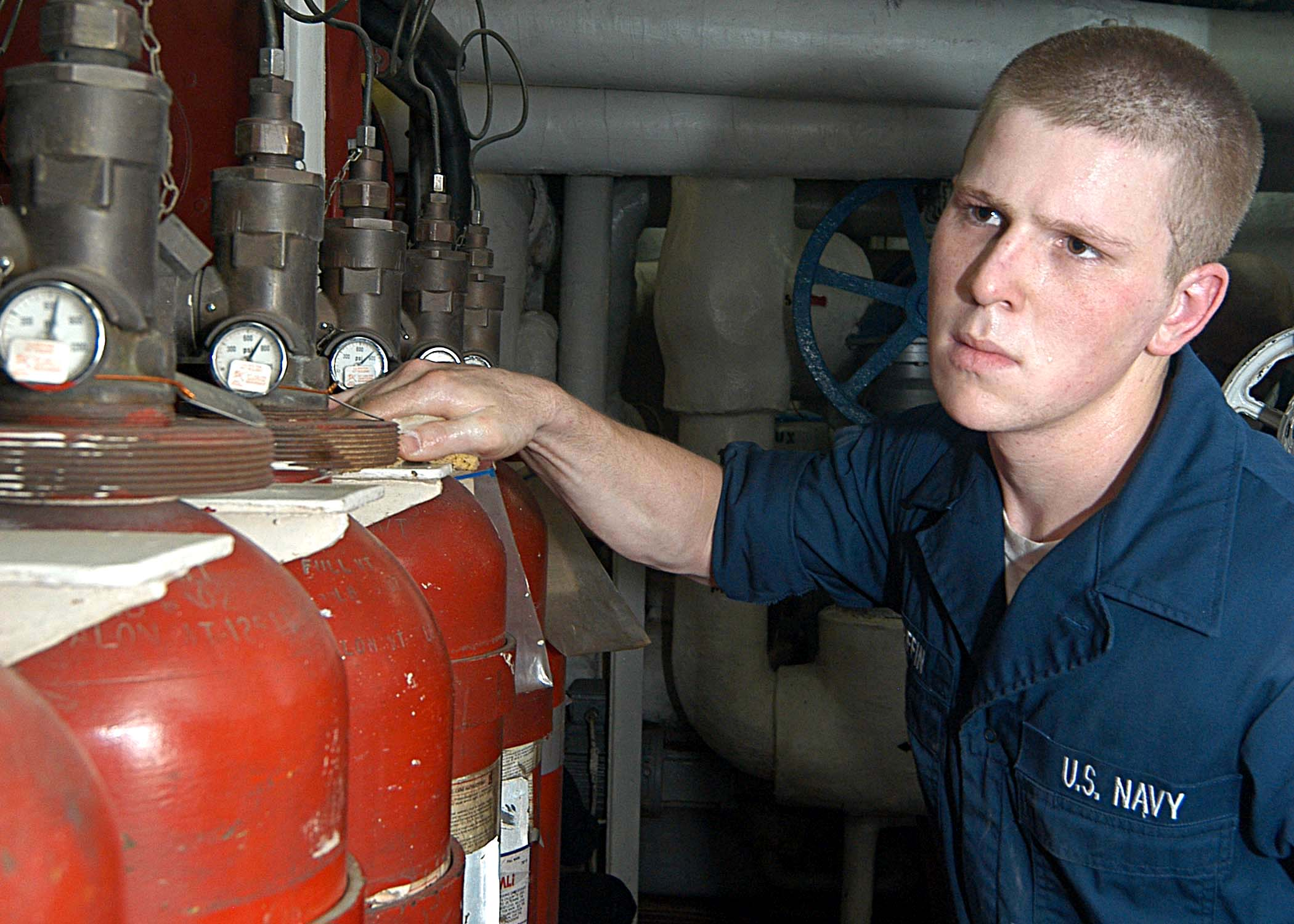
Un sistema antincendio a BFC nella sala macchine di una nave della marina americana